# Ron Barassi
Ronald Dale Barassi Jr. (* 27. února 1936 Castlemaine – 16. září 2023 Melbourne) byl australský profesionální hráč australského fotbalu. Hrál na pozici záložníka. Pocházel ze třetí generace přistěhovalců z italskojazyčné části Švýcarska, jeho otec Ron Barassi Sr. byl také hráčem australského fotbalu a padl při obléhání Tobruku.
V letech 1953 až 1964 Barassi hrál za Melbourne Football Club a vyhrál s ním šestkrát Victorian Football League (1955, 1956, 1957, 1959, 1960 a 1964), při posledních dvou titulech byl kapitánem. V letech 1964 až 1969 působil v Carlton Football Clubu. Celkem odehrál v lize 254 zápasů a vstřelil 330 gólů. Třikrát byl nominován do All-Australian teamu a v roce 1968 se jako hrající trenér zúčastnil Australian Football World Tour. Byl zařazen do ligového týmu století. Jako trenér získal čtyři tituly: v letech 1968 a 1970 s Carltonem a v letech 1975 a 1977 s týmem North Melbourne Football Club.
V roce 1978 mu byl udělen Řád Austrálie. V roce 1987 byl zařazen do Sport Australia Hall of Fame, v roce 1996 se stal prvním hráčem s titulem „legenda“ v Australian Football Hall of Fame a v roce 2000 získal Australian Sports Medal. Před stadionem Melbourne Cricket Ground se nachází Barassiho socha od Louise Laumena a Tee O'Neill napsal o jeho životě divadelní hru. Je podle něj pojmenována „Barassi Line“, oddělující jižní a západní část Austrálie, kde je australský fotbal sportem číslo jedna, od oblasti, kde je populárnější ragby. Byl jedním z čestných členů štafety s pochodní před Hrami Commonwealthu, které v roce 2006 pořádalo Melbourne.
Angažoval se v hnutí za vyhlášení Austrálie republikou a odstranění Union Jacku ze státní vlajky.